# Свято-Микільський храм (Цимлянськ)
 Свято-Микільський храм (рос. Свято-Никольский храм) — православний храм в місті Цимлянськ Ростовської області. Утворює Микільський прихід Волгодонського благочиння Волгодонської єпархії РПЦ.

## Історія
В 1715 році в станиці Цимлянській збудовано дерев'яну церкву Миколи Чудотворця, перебудовану в 1763 році. У 1839 році на місці старої церкви побудовано кам'яний трьохпрестольний храм, також присвячений Миколі Чудотворцю. Після початку затоплення ложа Цимлянського водосховища і завершення переселення Цимлянської станиці, будівлю храму підірвано.
У 1992 році громаді Микільського приходу для будівництва храму виділено ділянку площею 0,4 га в центрі міста, на перетині вулиць Московської, Крупської та Маяковського. У 1994 році на місці майбутнього храму встановлений пам'ятний хрест. 19 липня 1995 року митрополит Ростовський і Новочеркаський Володимир (Котляров) благословив початок будівництва Свято-Микільського храму. Будівельні роботи почалися в 1996 році. До початку 2000 року були зведені склепіння храму, у вересні цього ж року почалося будівництво даху.
Освячення храму відбулося в день престольного свята Святителя Миколая 19 грудня 2000 року.
У 2001-2005 роках на території парафії велося будівництво церковного будинку (що включав у себе і недільну школу) і водосвятної каплиці на честь Святих Царственних страстотерпців російських.

## Святині
У храмі знаходяться частинки мощей: преподобного Саватія Соловецького, преподобного Германа Соловецького, священномученика Петра Воронезького, преподобномучеників обителі св. Сави освяченого: Сергія, Івана, Патрикія та інших, препободномучениці Великої Княгині Єлисавети Феодорівни, святителя Філарета митрополита Московського, великомученика Меркурія Олександрійського, преподобного Лаврентія Чернігівського, преподобного Максима Грека, мученика Трифона, преподобної Олександри, первоначальниці Дивіївської, преподобної Марфи Дивіївської, преподобного Далмата Далматського, праведного Іони Одеського, преподобного Зосима Соловецького, преподобносповідника архімандрита Олександра, ігумена Санаксарського, святителя Феофіла Новгородського, блаженної Любові Рязанської, преподобного Іони Київського .